# Гхола (Дюна)
Гхола (англ. ghola) — клон, штучна істота, яка вирощується в аксолотль-чані з генетичного матеріалу, отриманого з клітин померлої істоти у вигаданому всесвіті Дюни, створеному Френком Гербертом. Монополією цей біотехнологічний процес спочатку мали Тлейлаксу, але у пізніх книгах Герберта цією технологією користуються і Бене Гессеріт.
Бене Тлейлаксу контролювали свої створіння, вводячи їх у гіпноз за допомогою особливого певного звуку (часто це був шум або свистячий шум).

## Етимологія
Термін «гхола» наводить на думку про англійські слова «ghoul» (упир), «golem» (голем) та «ghost» (примара). Коріння слова «ghoul» арабське, як і багато корінь інших термінів із всесвіту Дюни. У сучасній літературі «ghoul» (упир) — це створення, яке виникає після смерті людини. Голем має відношення до штучної людини, отриманої за допомогою надприродних сил у єврейському фольклорі. У «Месії Дюни» Едрік із Космічної гільдії описує Хейта так: «Дуже незвичайна примара…»

## Появи
Перший Гхол, що з'являється в серії книг - Хейт з "Месії Дюни" - є переродженням Дункана Айдаго. Пізніше Гхол навчилися вирощувати всього з декількох клітин, як у випадку з наступними Гхол Айдаго, яких потім надали Літо II в «Богу-імператорі Дюни».
До подій «Месії Дюни» голи були лише фізичними копіями без пам'яті своїх первісних втілень. Гхола Хейта був запрограмований тлейлаксуанцями для того, щоб убити Пола Атрідіса під постгіпнотичною вказівкою. Попри очікування тлейлаксуанців, замах не вдалося, оскільки стрес від спроби вбити когось, кому гхола був глибоко відданий у попередньому житті, ламає інтелектуальний бар'єр між свідомістю гхоли та життєвою пам'яттю його первісного втілення. Хейту повертається пам'ять Айдахо, що колись жив, і він стає перетворенням останнього.
Це відкриття має величезне значення для Майстерів Тлейлаксу, які згодом використовують технології аксолотль-чанів та відновлення пам'яті, щоб знайти безсмертя. Кожен Майстер відтворюється після смерті і йому повертають пам'ять. Таким чином, він накопичує знання та досвід багатьох поколінь, що дозволяє йому робити плани на довгі тисячоліття.

## Відомі Гхоли
- Хейт
- Гхола Дункана, що служили Літо Атрідісу II
- 12-й гхола Дункана, вихований Бене Гессеріт| Оригінальна серія | Дюна (1965) • Месія Дюни (1969) • Діти Дюни (1976) • Бог-Імператор Дюни (1981) • Єретики Дюни (1984) • Капітула Дюни (1985)                                                                                                                                                                                                                                                                                                            |
| Сиквел-серія      | Мисливці Дюни (2006) • Піщані черв'яки Дюни[en] (2007) |
| Приквел-серія     | Дюна: Дім Атрідів[en] (1999) • Дюна: Дім Харконненів[en] (2000) • Дюна: Дім Корріно[en] (2001) • Дюна: Батлеріанський джихад (2002) • Дюна: Хрестовий похід проти машин (2003) • Дюна: Битва за Коррін (2004) • Пол з Дюни (2008) • Вітри Дюни (2009) • Сестринство Дюни (2012) • Ментати Дюни (2014) • Навігатори Дюни (2016) • Дюна: Герцог Каладану (2020) • Дюна: Леді Каладану[en] (2021) • Дюна: Спадкоємець Каладану[en] (2022) |

| Фільми  | «Дюна» (1984) • «Дюна» (2021) • «Дюна: Частина друга» (2024) • «Дюна: Частина третя» (2026) |
| Серіали | «Дюна» (2000) • «Діти Дюни» (2003) • «Дюна: Пророцтво» (2024)                               |

| Настільні ігри | Dune[en] (1979) • Dune (1997) • Dune: Chronicles of the Imperium[en] (2000) • Dune: Імперіум (2020)                                                          |
| Відеоігри      | Dune (1992) • Dune II (1992) • Dune 2000 (1998) • Emperor: Battle for Dune[en] (2001) • Frank Herbert's Dune (відеогра)[en] (2001) • Dune: Spice Wars (2023) |

| Персонажі[en]   | Пол Атрід • Леді Джессіка • Лето Атрід • Лето Атрід II • Алія Атрід • Ґурні Галлек • Дункан Айдаго • Звір Раббан[en] • Стілґар[en] • Чані • Владімір Харконнен • Фейд-Раута Харконнен • Превелебна мати Могіям[en] • Пітер де Вріс[en] • Веллінґтон Юі[en] • Принцеса Ірулан |
| Організації[en] | Бене Ґессерит • Бене Тлейлакс • Лицепляс[en] • Фримени • Шановні матрони • Ікс[en] • Ментат • Сардаукар • Космічна Гільдія • Дім Харконненів • Дім Атрідів |
| Елементи        | Батлеріанський Джигад • Меланж/прянощі • Піщаний хробак • Технології[en] • Глосарій термінології |
| Планети         | Арракіс • Каладан |